# Ян Гловач-Олесницкий
Ян Гловач-Олесницкий или Ян «Гловач» Олесницкий из Олесницы  (пол. Jan Głowacz Oleśnicki, Jan Głowacz z Oleśnicy; ок. 1400—1460) — государственный деятель Королевства Польского, каштелян жарнувский (1425—1430), маршалок большой генеральный краковский (1439—1440), великорадец краковский (1439), каштелян сандомирский (1440—1442) и воевода сандомирский (1442—1460).

## Биография
Родился Ян около 1400 года в семье Яна (Яська) из Олесницы, краковского земского судьи и старосты, и Доброхны из Рожнова. Происходил из шляхетского рода Олесницких герба Дембно. Старший брат — Збигнев Олесницкий, кардинал и епископ краковский, а также две сестры — Пахна и Катажина. Род происходил из Олесницы, родового города в Сандомирском воеводстве.
Вероятно, участвовал в Голубской войне с Тевтонским орденом 1422 года, по её окончании, в конце года вызвал письмом силезского рыцаря на службе ордена Конрада Немпча на поединок из-за предательства последним слова рыцаря не служить больше тевтонским крестоносцам.
С самого начала своей политической карьеры находился под влиянием своего старшего брата, краковского епископа, а позже — кардинала (1449) Збигнева Олесницкого. С 1425 по 1430 год состоял в должности каштеляна жарнувского. В 1430 году он получил должность маршалка великого коронного, которую занимал до 1440 года. В октябре 1430 года сопровождал короля Владислава Ягелло в ВКЛ, по возвращении распространял известие о заключении короля. В 1431 году Ян Гловач-Олесницкий с собственной хоругвью принял участие в Луцком войне против великого князя литовского Свидригайла, во время которого он был назначен королем одним из главнокомандующих польской армии.
13 января 1433 года Ян Олесницкий с помощью восьми свидетелей снял с себя обвинения от Николая Корнича Сестженца, который обвинялся в отсутствии дворянства. 8 апреля 1434 года он заключил договоренность с лидером оппозиции о политике своего брата, Спытком Мельштынским, которая, в частности, предусматривала брак племянницы последнего Ядвиги со Збигневом, старшим сыном Олесницкого. Однако, запланированный брак не состоялся из-за преждевременной смерти Збигнева, договоренность была расторгнута в 1441 году. 25 июля 1434 года как королевский маршалок объявил о выборе новым королем Польши Владислава III Варненчика. В конце этого года ездил в посольство к императору Священной Римской империи Сигизмунду Люксембургу относительно возможной женитьбы новоизбранного короля Польши на внучке императора. В 1438 году он участвовал в военном походе в поддержку польской кандидатуры на чешский престол, выставив собственную хоругвь из 120 воинов.
В течение 1439—1440 годов занимал должность генерального старосты краковского, был также великорадцем краковским (1439). Весной 1439 года, после создания в Новом Корчине Збигневом Олешницким антигуситской конфедерации, на этот город совершил наезд Спытко из Мельштина, создав гуситскую конфедерацию; агрессивные действия последнего, в частности, были направлены и на Яна Гловача и его имения, хотя последнего не было в городе.
В течение 1440—1442 годов был каштеляном сандомирским. Весной 1440 года Ян Гловач-Олесницкий вместе с дядей Добеславом выехал вместе с князьями Казимиром и Болеславом в ВКЛ.
Осенью 1442 года Ян Гловач-Олесницкий был назначен на должность воеводы сандомирского, им был до конца своей жизни. Летом 1444 года вместе с примасом Винцентием Котом отбывал посольство в Вильно, которое способствовало разрешению спора между Литвой и Мазовией за Подляшье, в частности, по Дорогичинской земле.
После смерти польского короля Владислава Варненчика в ноябре 1444 года Ян Гловач поддерживал кандидатуру мазовецкого князя Болеслава IV на польский трон. Тем не менее, весной 1446 был членом посольства к великому князю литовскому Казимиру Ягеллончику, которое склонило его к принятию польской короны. По сведениям Яна Длугоша, во время коронации Казимира IV Ягеллончика 25 июня 1447 года "Ян Гловач из Олесницы, воевода сандомирский, держал меч Щербец.
В 1452 году Ян Гловач-Олесницкий вместе с братом-кардиналом и воеводой краковским Яном Тенчинским оказался в рядах оппозиции, которая стремилась отобрать у ВКЛ часть Волыни с Луцком. Однако позже нашел понимание с польским королем Казимиром. В 1454 году Ян Олесницкий поддержал инкорпорацию Королевской Пруссии в состав Королевства Польского. В этом же году засвидетельствовал издание королем Нешавских уставов. После смерти в 1455 году брата Збигнева, политическая карьера Яна Олесницкого закончилась, ведь он не был самостоятельным игроком, а в основном выполнял политические, семейные и поместные планы покойного кардинала. Он участвовал в сеймах 1456 и 1459 годов, в последний раз публично выступил 29 июня 1460 года. Очевидно, вскоре после того умер, был похоронен в монастыре Святого Креста на Лысой горе.

## Имущества и фонды
В 1427 году Збигнев Олесницкий приобрел для Яна село Пиньчув с окрестностями. В 1428 году последний получил от короля право на основание города. Вместе с братом на месте старого замка, в течение 30 лет построили новый, потратив на это значительные средства — 20 тысяч гривен. В 1432 году приобрел с заставой королевский замок и город Солец над Вислой в Сандомирской земле вместе с 8 селами за 1200 марок и получил от короля право вечного владения.
В конце жизни Ян Гловач-Олесницкий стал одним из богатейших магнатов Малопольщи. В 1450 году владел городком Пиньчувом с замком и около 50 селами в Вислицком и Сандомирском поветах, 6 селами в Краковской земле и 6 селами в Люблинском повете. В своих имениях он переводил села на немецкое право и пытался развивать хлебное хозяйство.
3 октября 1449 года Ян вместе с братом Збигневом издали фундационный документ монастыря паулинов в Пинчеве. В 1453 году Збигнев Олесницкий основал монастырь и костел бернардинцев на Страдоме (Краков) на земле, принадлежавшей Яну Гловачу.

## Семья
Ян Олесницкий в 1424 году женился на Анне Тенчинской, дочери подстолия краковского и каштеляна войницкого Анджея Тенчинского. Имели семеро детей:
- Збигнев
- Катажина — жена каштеляна сандомирского Павла Ясенского
- Збигнев — епископ куявско-поморский, архиепископ Гнезненский и примас Польши; подканцлер коронный
- Ян — придворный королевский, староста старо-любовньский
- Анджей — каштелян сондецкий и староста львовский
- Феликс Ян
- Анна — жена воеводы люблинского Яна Феликса Тарновского.